# Port lotniczy Corvo
Port lotniczy Corvo (IATA: CVU, ICAO: LPCR) – port lotniczy położony w miejscowości Vila do Corvo, na wyspie Corvo, na Azorach.

## Linie lotnicze i połączenia
| Linia Lotnicza  | Kierunek                       |
| --------------- | ------------------------------ |
| SATA Air Açores | 1. Flores 2. Horta 3. Terceira |